# Kenny Guinn
Kenneth Carroll "Kenny" Guinn (24 de agosto de 1936 - 22 de julio de 2010) fue un educador y hombre de negocios estadounidense, elegido Gobernador del Estado de Nevada en 1998 y reelegido en 2002 por el Partido Republicano. De acuerdo con las leyes de Nevada, abandonó el cargo en enero de 2007. En las elecciones de 2006 apoyó al que habría de ser su sucesor, Jim Gibbons.
Nació en Garland, Arkansas y se crio en Exeter, California. En 1994 fue presidente interino de la Universidad de Nevada, Las Vegas. Guinn obtuvo la licenciatura en Educación Física en la Universidad Estatal de California. Más tarde obtendría el Doctorado en Educación en la Universidad Estatal de Utah. Empezó su carrera profesional en los centros escolares de Nevada antes de incorporarse en 1978 a la dirección de un banco privado y en 1993 a la de una compañía de gas.
El 3 de noviembre de 1998, fue elegido gobernador republicano de Nevada con el 52% de los votos,  venciendo a su adversario demócrata Joe Neal y sucediendo al también demócrata Bob Miller.
En 2002 es reelegido como Gobernador con el 68% de los sufragios, frente al 22% del demócrata Joe Neal. El 13 de noviembre de 2005, la revista Time Magazine designó a Guinn como uno de los cinco mejores gobernadores de Estados Unidos (o uno de los cinco más eficientes).
En noviembre de 2005, Guinn rehusó una invitación para convertirse en Superintendente del Distrito Escolar del Condado de Clark, cargo que ya había ejercido entre 1969 y 1978.
El segundo mandato de Guinn como gobernador terminó en enero de 2007. En su segundo mandato llegó a disfrutar de un índice de aprobación del 59%. Ciertas personas especularon que el presidente George W. Bush iba a proponer a Guinn para un cargo en la Casa Blanca o en el gobierno federal después de acabar su mandato, pero esas expectativas no se cumplieron.